# Sophie de Mecklembourg-Güstrow
Titre
Reine consort de Danemark et de Norvège
20 juillet 1572 – 4 avril 1588
(15 ans, 8 mois et 15 jours)
Signature
Sophie de Mecklembourg-Güstrow (en allemand : Sophie von Mecklenburg), née le 4 septembre 1557 à Wismar (duché de Mecklembourg-Schwerin) et décédée le 14 octobre 1631 à Nykøbing Falster (royaume de Danemark et de Norvège), est reine consort de Danemark et de Norvège en tant qu'épouse du roi Frédéric II de Danemark.

## Biographie
Fille d'Ulrich de Mecklembourg-Güstrow et d'Élisabeth de Danemark (fille de Frédéric Ier), elle épouse Frédéric II le 20 juillet 1572 à Copenhague. Ils ont huit enfants :
- Élisabeth (25 août 1573 – 19 juin 1626), épouse Henri-Jules de Brunswick-Wolfenbüttel ;
- Anne (12 décembre 1574 – 2 mars 1619), épouse Jacques VI d'Écosse ;
- Christian (12 avril 1577 – 28 février 1648) ;
- Ulrich (30 décembre 1578 – 27 mars 1624), évêque de Schleswig ;
- Jean-Auguste (1579 – 1579) ;
- Augusta (8 avril 1580 – 5 février 1639), épouse Jean-Adolphe de Holstein-Gottorp ;
- Hedwige (5 août 1581 – 26 novembre 1641), épouse Christian II de Saxe ;
- Jean (9 juillet 1583 – 28 octobre 1602), prince de Schleswig-Holstein.